# Дольне Срнє
Дольне Срнє (словац. Dolné Srnie) — село, громада округу Нове Место-над-Вагом, Тренчинський край. Кадастрова площа громади — 8.79 км².
Населення 992 особи (станом на 31 грудня 2020 року).

## Історія
Дольне Срнє згадується 1477 року.

## Населення
| Рік:            | 1994. | 2004.    | 2014.   | 2024.   |
| --------------- | ----- | -------- | ------- | ------- |
| Кількість осіб: | 832   | 928      | 980     | 984     |
| Різниця:        |       | +11,53 % | +5,60 % | +0,40 % |

| Рік:            | 2023. | 2024.   |
| --------------- | ----- | ------- |
| Кількість осіб: | 983   | 984     |
| Різниця:        |       | +0,10 % |